# August Karl Hambuch
August Karl Hambuch, auch Carl Hambuch, (1797 in Berlin – 25. August 1834 in Stuttgart) war ein deutscher Opernsänger (Tenor) und Violinist.

## Leben
Hambuch, der Sohn eines Musikers, sollte eigentlich Beamter werden. Bereits im Gymnasium wurde er als Chorschüler verwendet. Zu dieser Zeit wurde er bereits vom Kammervirtuosen Conrad Gottlieb Hummrich im Geigenspiel unterrichtet, da er dazu die Anlage mitbrachte.
Da sich aber seine Stimme vorteilhaft entwickelte, entschied er sich für die Bühnenlaufbahn. Er debütierte 1817 (1813?) in Aachen. Nachdem ihm ein Vertrag in einer Kapelle angeboten wurde, entschloss er sich nach reiflicher Überlegung doch für die Bühnenlaufbahn. 1818 war er in Köln, 1819 in Düsseldorf und in Wien.
1819 wurde ihm ein lebenslanger Vertrag am Hoftheater Stuttgart als erster Tenor angeboten, mit der Bedingung als Violinist zu arbeiten, falls seine Sängerlaufbahn vorzeitig enden sollte. 
Von Stuttgart arbeitete er auch häufig an anderen Bühnen als Gast. Als „Florestan“, „Othello“, „Masaniello“, „Gußmann“, besonders aber als „Blondel“ in André-Ernest-Modeste Grétrys Richard Cœur de Lion, in welcher Rolle er das Flötensolo selbst ausführte, gefiel er mit Recht ungemein. Sein Gedächtnis war so gut, dass er jede Rolle innerhalb von acht Tagen lernte und auch die schwierigsten Passagen sang er tadellos vom Blatt. Wegen anhaltender Gemütskrankheit war er bereits 1833 gezwungen seine Bühnenlaufbahn aufzugeben. Er starb bereits am 25. August 1834 an einer fieberhaften Erkrankung.